# Вінницька філія Університету сучасних знань
Університет сучасних знань — це вищий навчальний заклад недержавної форми власності, створений у січні 2002 року. Університет заснований громадською організацією Товариство «Знання» України, що має 60-річний досвід науково-просвітницької та освітньої діяльності на теренах України.

## Про університет
31 січня 2002 року було затверджено Статут Університету. Відповідно до його центральних засад місією та цінностями УСЗ є:
- формувати свідомість нового покоління Українців, виходячи з цінностей: Бог, Україна, Родина, прогрес;
- виробляти в молодого покоління культурні норми та принципи для успішного формування життєвої перспективи й проекту свого життя «Ми знаємо куди йдемо», «Ми працюємо разом» і «Кожен із нас може щось запропонувати», Ми - відкриті, ми здатні обговорювати свої відмінності, свої плюси і мінуси», «Ми відповідальні за власний успіх» і «Ми мусимо досягнути поставленої мети»;
- допомогти молоді визначити мету свого життя з урахуванням власних здібностей, соціальних й особистісних можливостей; здійснювати вибір життєвих пріоритетів у світі, що динамічно змінюється; уміти приймати ризик - «випробовуючи щось нове, ми вчимося»;
- навчити виробити свою позицію в житті, свій погляд, ставлення до себе, навколишнього світу, зрозуміти себе, інших, суспільні процеси, поставити перед собою завдання, щоб діяти відповідно до вищої мети.

Основною метою Університету є виховання української еліти з пасіонарною функцією щодо Української нації та землі; залучення талановитої молоді до сфери науки, вищої освіти, інноваційної діяльності та створення умов для підвищення престижності наукової та педагогічної діяльності; розвиток її нових форм науково-освітньої діяльності; використання потенціалу провідних наукових центрів країни; залучення до створення освітніх програм фахівців академічних і провідних галузевих організацій.
Передовими є також науковий розвиток, створення й організація системи підготовки та перепідготовки фахівців у галузі ринкової економіки, сфери соціально-правового забезпечення фінансово-господарської діяльності підприємств і установ, залучення іноземних партнерів до виконання спільних досліджень і розвитку інтегрованих науково-освітніх структур.
На зборах учасників Університету 16 травня 2002 р. було створено два перших регіональних підрозділи Університету — Вінницьку та Житомирську філії. Протягом наступних двох років Університет засновує регіональні підрозділи та навчально-консультаційні центри, які функціонують, як осередки Товариства «Знання» України, зокрема, в Луцьку, Ковелі, Білій Церкві, Макіївці, Луганську, Запоріжжі, Красноармійську.
Завдання майбутнього Університету сучасних знань:
1. створення найсучаснішої в Україні науково-методологічної, викладацької та матеріально-технічної бази Університету з інтеграцією в міжнародні освітні процеси;
2. підтримання Ідеї «університетської освіти без кордонів»;
3. входження до рейтингу 500 найкращих університетів світу;
4. формування інноваційної моделі в освіті

Місія та цінності Університету сучасних знань: формувати свідомість нового покоління Українців, виходячи з цінностей: Бог, Україна,
Родина, прогрес.

## Напрями підготовки
ВНЗ Університет сучасних знань (м. Київ) та Вінницька філія УСЗ здійснює підготовку:
| Галузь знань                 | Напрям підготовки                            |
| ---------------------------- | -------------------------------------------- |
| Право                        | Правознавство                                |
| Гуманітарні науки            | Філологія (англійська, німецька мови)        |
| Економіка та підприємництво  | Фінанси і кредит Облік і аудит               |
| Соціально-політичні науки    | Психологія                                   |
| Менеджмент і адміністрування | Менеджмент                                   |
| Природничі науки             | Екологія та охорона навколишнього середовища |

## Рейтинги та репутація
У жовтні 2024 року, Державна служба якості освіти, як центральний орган виконавчої влади України, що реалізує державну політику у сфері освіти, зокрема з питань забезпечення якості освіти, оприлюднив оновлений рейтинг навчальних закладів, які мають високий ступінь ризику. До переліку університетів з високим ступенем ризику увійшов, зокрема, й приватний вищий навчальний заклад «Університет сучасних знань».